# Голландський банк розвитку
FMO (нід. Nederlandse Financierings-Maatschappij voor Ontwikkelingslanden N.V.) — голландський банк розвитку, який є двосторонньою міжнародною фінансовою установою приватного сектору, що базується в Гаазі, Нідерланди. FMO управляє коштами міністерств закордонних справ та економіки уряду Нідерландів з метою максимізації впливу інвестицій приватного сектору на розвиток. Він має банківську ліцензію і контролюється Центральним банком Нідерландів.
Уряд Нідерландів володіє 51 % акцій, але FMO працює як комерційна компанія. Завдяки своїм відносинам з урядом Нідерландів він може брати на себе ризики, які комерційні фінансисти не можуть або не готові брати на себе. FMO має рейтинг AAA від Standard and Poor's. Станом на грудень 2017 року загальна оцінка активів банку становила 8,32 млрд євро (9,67 млрд доларів США), а його акціонерний капітал — 2,83 млрд євро (3,29 млрд доларів США).
Мандат FMO полягає у наданні довгострокового капіталу для проєктів у країнах, в які комерційні інвестори ще не наважуються вкладати кошти. FMO інвестує ризиковий капітал у компанії та фінансові установи в країнах, що розвиваються, і дотримується суворої політики максимізації впливу на розвиток за допомогою методології, розробленої для того, щоб гарантувати, що повернення інвестицій FMO буде не лише фінансовим, але й матиме позитивні екологічні та соціальні наслідки. На сьогодні Yoco інвестувала в сільськогосподарський сектор Парагваю, зокрема, в компанії WWF та інші неурядові організації.